# Чотири свободи (цикл картин)
«Чотири свободи» (англ. The Four Freedoms) — цикл картин американського живописця Нормана Роквела, написаних 1943 року. Складається з чотирьох картин розміром близько 116,2 × 90 см — це «Свобода слова», «Свобода віросповідання», «Свобода від злиднів» та «Свобода від страху». Картини належать до колекції Музею Нормана Роквела, що в Стокбриджі, штат Массачусетс. Цикл «Чотири свободи» посилається на промову Франкліна Рузвельта «Про стан у державі», у якій 32-й президент США в січні 1941 року проголосив основні права людини, які є обов'язковими до дотримання. Проголошені Рузвельтом права людини увійшли до Атлантичної хартії, а відтак до хартії ООН. 1943 року картини висвітлювались у 4 числах журналу «The Saturday Evening Post» поруч із есе провідних мислителів того часу. Твори стали своєрідною «родзинкою» виїзної виставки, спонсорованої газетою «The Post» і Міністерством фінансів США. Виставка та пов'язаний із нею розпродаж воєнних облігацій зібрали суму в понад 132 мільйони американських доларів.
Цикл «Чотири свободи» був наріжним каменем творчості Роквелла в царині ретроспективного живопису. Художник був одним із найвідоміших живописців середини 20-го століття, однак так і не зазнав належного визнання серед критиків. Картини з цього циклу є найвідомішими працями Роквелла, та, за деякими підрахунками, стали найпоширенішими загалом. У свій час їх часто зображали у поштових відділеннях, школах, клубах, залізничних станціях та в інших найрізноманітніших громадських спорудах.
Критика картин з цього циклу, як і інших робіт Роквелла, не була цілковито позитивною. Ідилічний і ностальгічний підходи художника до регіоналізму здобули Роквеллу славу більшою мірою як ілюстратора, ніж власне живописця. Однак картина «Свобода від злиднів» посіла важливе місце в сучасній американській культурі, будучи відомою як «День подяки» Нормана Роквелла.

## Промова Франкліна Делано Рузвельта
Упродовж усієї своєї політичної кар'єри Рузвельт відстоював права людини. У своєму щорічному зверненні до Конгресу «Про стан у державі» 6 січня 1941 року, в час, коли Нацистська Німеччина вже окупувала частину Західної Європи, він попросив американців у будь-який із способів допомогти участі Сполучених Штатів у війні. Рузвельт поділився своїм поглядом на світле майбутнє, що ґрунтуватиметься на чотирьох свободах: «У прийдешній час, який ми намагаємось зробити безпечнішим, нам буде потрібен світ, що опиратиметься на чотири беззаперечні людські свободи». Серед цих свобод — свобода слова, свобода віросповідання, свобода від злиднів, свобода від страху.

Рузвельтове звернення «Про стан у державі стало відомим під назвою «Промова про чотири свободи» через висновок, у якому описується президентове бачення на світове поширення американських ідеалів громадянських вольностей, підсумоване в чотирьох свободах. Іншими словами, промова Франкліна Делано Рузвельта відома за «визначення цілей війни та відкриття його обнадійливого погляду на повоєнний світ». Промова сприяла пробудженню Конґресу та нації на поклик лихої війни, створенню ідеологічних цілей щодо невідворотного збройного конфлікту та зверненню до американської віри в свободу. На національному рівні чотири свободи не були чимось, чого Рузвельт міг досягнути просто на законодавчому рівні, однак вони стали темою для американської збройної участі у війні. Із чотирьох свобод лише дві згадуються в Конституції Сполучних Штатів, а саме це свобода слова та свобода віросповідання.